# Noritake

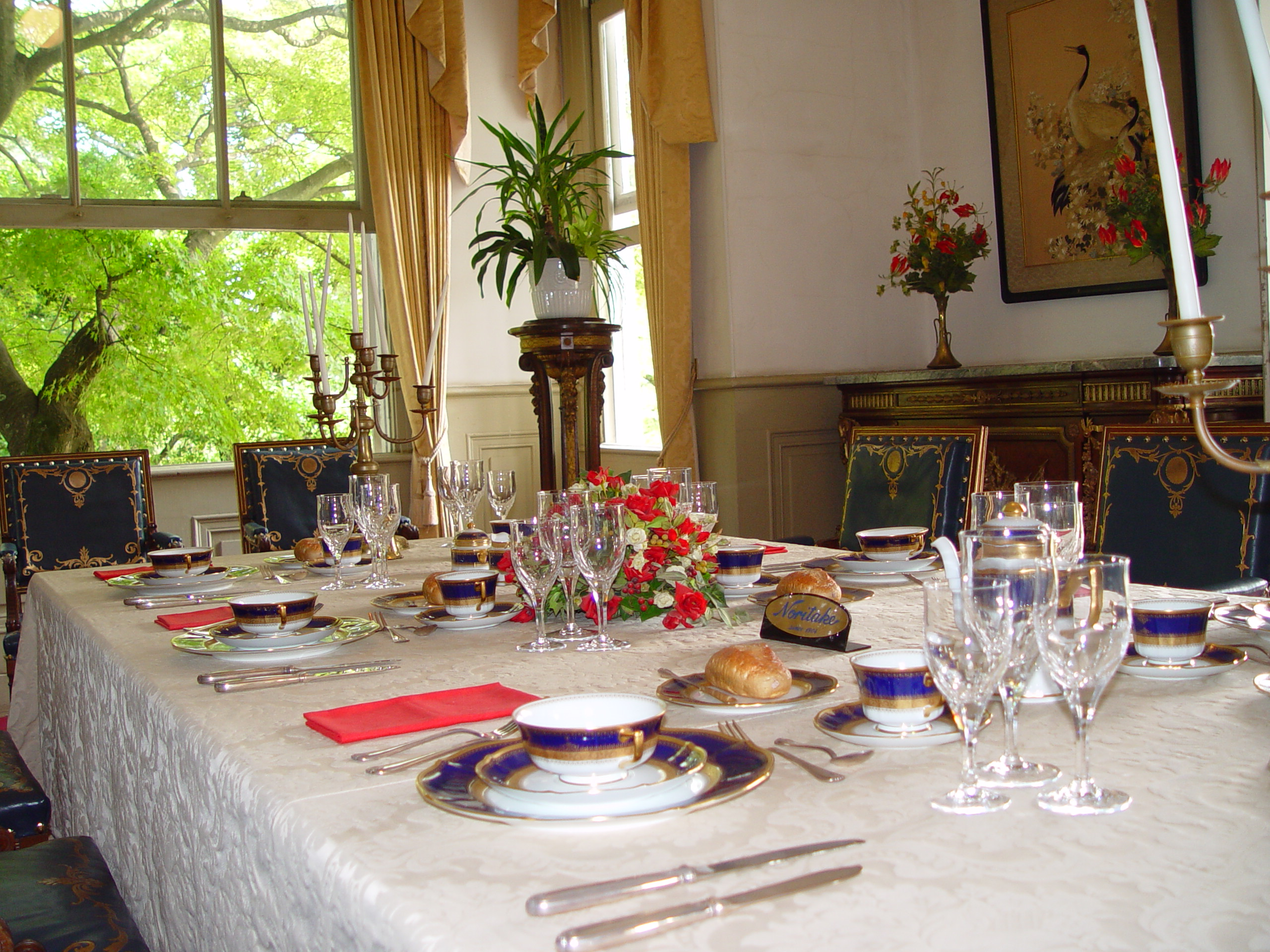
Noritake-Service im Haus von Saigō Tsugumichi in Meiji Mura

K.K. Noritake Company, Limited (japanisch 株式会社ノリタケカンパニーリミテド, Kabushiki kaisha Noritake Kampanī Rimitedo) ist ein bedeutender japanischer Tonwarenhersteller. Das Hauptquartier befindet sich in der zentraljapanischen Stadt Nagoya in der Präfektur Aichi.

## Geschichte
Noritake entstand aus einer Handelsfirma heraus, die 1876 in Tokyo und in New York City von den Gebrüdern Morimura gebildet wurde. 1904 gründete Morimura Ichizaemon (森村 市左衛門) die Nippon Tōki Gōmei-gaisha (日本陶器合名会社, dt. „Japan-Porzellan OHG“) in Japan. Dieser Vorläufer des heutigen Unternehmens wurde im Dorf von Noritake, ein kleiner Vorort in der Nähe von Nagoya, gegründet. Nach dem Tod von Morimura Ichizaemon, fusionierte die Firma mit Nippon Tōki Gōmei-gaisha. Die meisten Produkte aus der früheren Zeit trugen auf der Rückseite den Nippon-Stempel, um das Herstellungsland zu zeigen. Heute sind sich viele Sammler einig, dass die besten Stücke handgemalten Porzellans aus der Zeit von 1891 bis 1921 stammen. Noritake war die erste Firma, die Tafelgeschirr aus Porzellan exportierte.
Obgleich Kunden und Sammler seit den 1920er Jahren die Waren unter dem Namen Noritake (und/oder einfach Nippon) kennen, trug der Hersteller diesen Namen offiziell erst ab 1981. Da Noritake auch der Name des Ortes ist, wurde dem Unternehmen die Eintragung als Handelsname bis dahin untersagt.
Die Firma stellt in ihren Tochterunternehmen der Morimura-Gruppe auch Schleifmaschinen, industrielle Keramik und andere Produkte her. Dazu gehören TOTO (東洋陶器, Tōyō jiki) mit Keramik-Produkten für das Bad und die Toilette, NGK Insulators, NGK Spark Plug und NKG Inax Corporation.